# 克拉拉·利伯
克拉拉·F·利伯（英語：Clara Flora Lieber，1902年7月10日—1982年12月14日）是美國化學家，曾与奥托·哈恩一起发现了核裂变，并独立发现了锶和钡的几种同位素。